# Psapharochrus pupillatus
Psapharochrus pupillatus är en skalbaggsart som först beskrevs av Bates 1880.  Psapharochrus pupillatus ingår i släktet Psapharochrus och familjen långhorningar.
Artens utbredningsområde är Venezuela. Inga underarter finns listade i Catalogue of Life.